# B증상
B증상(B symptoms)은 림프종 환자에서 관찰되는 특징적인 전신 증상을 뜻하며, 열, 야간 발한, 체중감소의 3가지를 의미한다. B증상은 호지킨 림프종과 비호지킨 림프종에서 모두 발견될 수 있다. 림프종의 병기를 분류하는 앤 아버 분류법에서 B증상이 병기 판정에 사용된다.

## 같이 보기
- 림프종
- 앤 아버 병기